# Ángel Jiménez Lacave
Ángel Jiménez Lacave (Alcanadre, 1946) es un oncólogo español. Por su trayectoria médica, docente e investigadora a nivel nacional e internacional con el "Grupo Europa" quizá sea uno de los oncólogos españoles de mayor prestigio y relieve de finales del siglo XX y comienzos de XXI.[cita requerida] Su labor profesional como médico oncólogo e investigador así como la docente la ha realizado, en su mayor parte, en el Hospital Central de Asturias.

## Formación académica
Nació en Alcanadre (La Rioja) en 1946. Se licenció en 1969 en Medicina y Cirugía en la Universidad de Zaragoza obteniendo la calificación de sobresaliente, al igual que en la tesina o Proyecto fin de carrera, por lo que obtuvo el Premio de Licenciatura. En 1974 es nombrado Adjunto de Medicina interna adscrito a la Unidad de Quimioterapia, puesta en marcha ese mismo año por el Dr. Brugarolas en 1978 y es nombrado Jefe de Sección del primer Servicio de Quimioterapia creado en España.
Obtuvo el Título de Doctor en 1989 en la Universidad de Navarra desarrollando la Tesis doctoral: "Cisplatino y 5-FU en cáncer gástrico", lo que marcaría su trayectoria profesional dedicada en su totalidad a la Oncología tanto desde el punto de vista médico como el docente. Igualmente hizo otros cursos de Doctorado en la Universidad de Oviedo entre 1970 y 1971 sobre cirugía de cuello, genética psiquiátrica, estructura funcional del sistema nervioso, anatomía comparada de los hombres fósiles y taxonomía de la especie humana, Epistemología y Medicina; oncología cerviño- facial, oncología de cabeza y cuello y grandes procesos de la ontogenia. También la docencia, centrada casi toda ella en temas relacionados con la oncología, ha sido una constante actividad en su vida profesional y como actividad permanente, dentro de las anteriores, la dedicada a la investigación oncológica.

## Actividad docente universitaria
Junto a la actividad profesional dentro de la medicina oncológica, desarrolló una intensa actividad docente en varias Universidades como son las de Zaragoza donde fue alumno interno honorario en las asignaturas de Anatomía Humana I y II durante un par de cursos y ayudante en Patología Médica durante cuatro así como profesor de clases prácticas en la Cátedra de Patología Médica. Durante años dirigió el seminario de investigación: Determinación de células de melanoma en sangre mediante RT-PCR en la Universidad de Oviedo.
En la Universidad de Oviedo se encargó de las sesiones del Departamento de Medicina Interna del Hospital General de Asturias, así como colaborador en clases de Pregrado en la Cátedra de Patología Quirúrgica y desde 1979 se encarga de la "Unidad Docente" para la formación de especialistas en Oncología Médica. También fue médico encargado de la asignatura Oncología de sexto curso de Medicina en la Facultad de medicina de Oviedo desde 1999 hasta 2004. Desde sus primeros años como estudiante y médico se dedicó de forma total a la Oncología, bien como médico, como profesor y como investigador lo cual ha sido no solo su profesión sino su vocación.
En su triple faceta antes citada, desarrolló la actividad de colaborador en cursos de Doctorado de la Universidad de Oviedo, la mayoría de ellos ligados a la Oncología. Así impartió cursos sobre Cáncer de mama y patología mamaria, de tumores gástricos, del papel de la quimioterapia en el tratamiento de estos, de cáncer de ovario y de su tratamiento quimioterápico, Cáncer de páncreas, de esófago, de colon y recto y varios más, ligados siempre a la Oncología y a la investigación oncológica. Alcanzaron un nivel relevante y de referencia en otras Universidades los cursos del doctorado sobre «Avances en Oncología Médica».
Fue elegido por bastantes profesionales para que les dirigiera sus Cursos de Doctorado, todos ellos centrados en el tema del cáncer, destacando los defendidos por el Dr. José Antonio Estrada Alonso, por la Dra. Isabel Palacio Vázquez, por el Dr. Emilio Esteban González, por la Dra. Ana Llaneza Folgueras y por la Dra. Marian Sala, entre otros.

## Actividad como investigador
La investigación a nivel mundial acerca del cáncer en general o de cualquiera de sus especialidades se realiza en grupos que ponen en común cada cierto tiempo, como mínimo una vez al año, los avances y resultados en sus tratamientos con pacientes que sufren esta enfermedad. Por esta razón, el investigador individual, que podría describirse como "francotirador", es una figura que, o no existe o son casos muy aislados. Por eso, los mejores oncólogos se "distribuyen" los trabajos y posteriormente ponen en común sus resultados.
El Dr. J. Lacave es miembro activo del grupo European Oraganization for Research and Treatment of Cancer, (E.O.R.T.C) grupo cooperativo del cáncer del tracto gastrointestinal, desde 1979 hasta la actualidad.
Se trata de un grupo internacional que realiza fundamentalmente ensayos clínicos fase III, algunos menos en fase II y muchos menos aún en fase I. Solamente se puede ser "miembro activo" cuando se incluyen en los ensayos un número mínimo de pacientes, ya preestablecido, al año, y se participa en las reuniones de trabajo que tiene lugar dos veces al año. En el capítulo de "Ponencias internacionales", es miembro del grupo de tumores ginecológicos en la E.O.R.T.C. del Gynecological Cancer Cooperative Group desde 1979 y del grupo cooperativo "Grupo Oncológico del Noroeste" (G.O.N) desde su fundación en 1990 hasta la actualidad.
Su labor investigadora le ha llevado a organizar diferentes grupos de investigación como son la Unidad de Investigación Clínica Oncológica (U.I.C.O), ubicada el Hospital General de Asturias, con una "Data Manager" e infraestructura para dicha actividad: Centro de datos, computadora, sistema de registros y protocolos de la EORTC, del GON y otros estudios internacionales e intramurales, dirigir equipos como el de Farmacocinética de citostáticos y programa de intensificación con rescate de "stem cell", el de Investigación Independiente (Investigación Clínica Oncológica) del Instituto Universitario de Oncología del Principado de Asturias (IUOPA).
También ha liderado grupos de investigación junto con Carmen Gutiérrez Martín, Aurora Astudillo, Joaquín Fra, Rebeca Alonso Arias, Leire Peña Noval, Marta Sánchez sobre la fecha de la Genotoxidad, de la Temozolomida y la Gemcitabina y mecanismos de mutagénesis en Drosophila y biomonitorización de poblaciones humanas expuestas MCYT, BMC2002. Junto a José María Buesa, Marta Sierra, Raquel Losa, Pilar Blay, Emilio Esteban, Yolanda Fernández, Mariola Girón, Andrés Ribas realizó un estudio clínico de factores genéticos relacionados con la actividad de la gemcitabinaen el Instituto de Salud Carlos III.

## Otros trabajos de investigación
Para avanzar en el conocimiento de las diversas facetas del cáncer ha sido organizador de múltiples eventos entre los que destacan los siguientes: Reuniones en Oviedo de grupos cooperativos de la EORTC: " Meeting of the EORTC Gastrointestinal Tract Cancer Cooperative Group" en los años 1982, 1989 y 1994, reuniones de trabajo (workshop) de la Sociedad Española de Oncología Médica: Workshop sobre carcinoma anaplásico de células pequeñas en 1981, del Grupo Cooperativo denominado Grupo Oncológico del Noroeste (G.O.N), como coordinador desde la primera reunión hasta 1994 en Oviedo, Lugo, Pontevedra, La Coruña, Orense, León (dos veces) y Villafranca del Bierzo, de las reuniones de trabajo del "E.O.R.T.C. Gastrointestinal Tract Cancer Cooperative Group": 1981 Zúrich; 1982 Bruselas y Oviedo; 1983 Padova y Maastrich; 1984 Bruselas; 1985 Génova; 1986 Estrasburgo y Heidelberg; 1987 Oporto y Bruselas; 1989 Bruselas y Estrasburgo; 1990 Bruselas; 1991 Nancy; 1993 París; 1994 Oviedo.
También las del "E.O.R.T.C. Gynecological Cancer Cooperative Group": 1980 Lisboa y Niza; 1981 Lyon y Ámsterdam; 1982 Niza, 1983 Ámsterdam; 1984 Coímbra y Niza; 1985 Bruselas y Villejuif; 1986 Ámsterdam y Niza; 1987 Bruselas, Brescia y Madrid; 1988 Bruselas y Génova; 1989 Ámsterdam y Oviedo; 1990 Bruselas y Brescia; 1991 Bruselas y Utrecht; 1992 Lyon y Bruselas y la traducción al castellano del capítulo de mama del "Manual de Oncología Clínica" (5.ª Edición) para la UICC (International Union Against Cancer).

## Proyectos de investigación subvencionados
El Dr. Jiménez Lavace ha dirigido una amplia serie de proyectos que le han encargado entidades públicas y privadas. El Ministerio de Sanidad le ha encargado, entre otros, los siguientes que pueden considerarse los más interesantes: estudio de megestrol, desarrollo del Protocolo 88/148, estudio sobre la eritropoyetina, sobre el granisetrón, el topotecan, topotecan comparado con taxol, CPT-11 comparado con el mejor régimen de quimioterapia estimado y Topotecan en uso compasivo, entre otros.
La EORTC (European Organization for Research and Treatment of Cancer) le ha encargado estudios de "Investigación sobre el Oxaliplatino comparado con taxol", "Randomized phase II and III study in first line hormonal treatment for metastatic breast cancer with Exemestane or Tamoxifen in postmenopausal patients", "Estudio aleatorizado fase III comparando cirugía de entrada versus quimioterapia neoadyuvante en pacientes con cáncer epitelial de ovario IIIC o IV", "A randomized phase III study comparing Gemcitabine plus Carboplatin versus Carboplatin monotherapy in patients with advanced epithelial ovarian carcinoma who failed firs-line platinum based therapy" y "A randomized trial of adjuvant treatment with radiation plus chemotherapy versus radiation alone in high risk endometrial carcinoma" como los más importantes.
Los laboratorios Roche y Pierre Fabre le encargaron investigaciones acerca de: "Estudio multicéntrico randomizado, de tres brazos, comparando la administración de Herceptin durante uno o durante dos años versus la no-administración de Herceptin en mujeres con cáncer de mama primario HER-2-positivo que ha completado la quimioterapia adyuvante” y "Estudio fase II de Vinflunina i.v. en enfermas con cáncer de ovario avanzado tras el fracaso de una quimioterapia con platino/taxanos" respectivamente.

## Publicaciones

### Libros
Ha escrito o colaborado en veintisiete libros en español, francés e inglés sobre el cáncer en general y más concretamente sobre el Cáncer de pulmón, Avances en el tratamiento de tumores digestivos, Tratamiento del carcinoma de estómago avanzado, Cáncer de ovario (Intervention Debulking surgery improves survival in advanced epithelial Ovarian Cancer- an eorgt Gyneological Cancer Cooperative Group Study), Sesiones clínicas en Hematología y Oncología, Tratado de Medicina Paliativa y tratamiento de soporte en el enfermo con cáncer. Complicaciones oculares, faciales y del área ORL/ aerodigestivas, Patología Tumoral (Cáncer de mama), Melanoma maligno, Cáncer gástrico en Oncología Clínica, Tratamiento del carcinoma de estómago avanzado, Papel de la citoprotección en el tratamiento oncológico (monografía), Cáncer de pulmón, Cáncer gástrico (Documentos de consenso en Oncología), Quimioterapia en el carcinoma epitelial de ovario, Carcinoma de cérvix, Ética en la asistencia integral al enfermo con cáncer, Quimioterapia en el cáncer de cérvix, Cáncer de estómago, Cáncer de Ovario: Visión de conjunto, Capecitabine plus gemcitabine in heavely pretreated colorectal cáncer. Results of a compassionate program, Guía para el diagnóstico y tratamiento del cáncer de mama en el Principado de Asturias, Factores pronósticos en el cáncer gástrico.

### Artículos
Ha publicado numerosos artículos en revistas técnicas, periódicos y publicaciones periódicas nacionales e internacionales exponiendo a continuación las que se consideran más importantes con sus referencias correspondientes.

#### Publicaciones nacionales
Las publicaciones españolas más importantes que han mencionado y publicado sus trabajos oncológicos son:
Medicina Española, Arcano, Radiología, Oncología, Nefrología, Revista del Cáncer, Revista de la Sociedad Asturiana de Patología Digestiva, Neoplasia, González Barón (ed.), Avances en oncología quirúrgica, Revisiones en Cáncer, Annals of Oncology (Edición Española), Revista Clínica Española y Medicine.

#### Menciones internacionales a sus trabajos
Se han interesado por sus trabajos de investigación las siguientes revistas de alta especialización sobre el cáncer:
Cancer Chemotherapy Reports, European Journal of Cancer, Clinical Oncology, Pergamon Press, Oxford, Cancer Clinical Trials, Cancer Treatment Reports, American Journal of Clinical Oncology, Journal of Clinical Oncology, European Cancer News, Cancer Treatment Reviews, European Journal of Gynaecological Oncology, Cancer Investigation, Gynecologic Oncology, Annals of Oncology, New England Journal Of Medicine, British Journal of Cancer, Int. J. Gynecol cancer, Breast Cancer Res Treat, Proc ASCO, Revista del Cáncer, Breast Cancer Reserch And Treatment, Oncología, Anti-Cancer Drugs, Investigacional New Drugs, Anticancer Research, Lung Cancer, Clinic Cancer Reserch, Melanoma reserch, y Clinical Transl Oncology.

#### Otras publicaciones divulgativas
Diferentes medios de comunicación nacionales han pedido su pronunciamiento acerca de temas en cierto modo controvertidos, que han sido publicados en La Nueva España, Oviedo, Diario El Comercio, Gijón, Previsión, Laboratorios Glaxo, Boletín de la SEOM, Diario Médico y Oncología, siendo los dedicados a la eutanasia y al genoma humano en relación con la quimioterápia los que han llamado más la atención.

#### Comunicaciones en Congresos
Desde su doctorado ha asistido a numerosos congresos nacionales e internacionales tomando parte activa como ponente o presentando "Comunicaciones".

##### Congresos nacionales
Listería en la enfermedad de Hogdkin., Nueva experiencia en el tratamiento de la enfermedad de Hogdkin previo diagnótico a su extensión con laparotomía., Cistitis agudas producidas por citostáticos en pacientes con linfomas., Quimioterapia múltiple de inducción (cpa+mtx+5 fu+vcr+prd) y mantenimiento (cpa+prd) en cáncer de mama metastásico., Quimioterapia en el carcinoma epitelial de ovario. Resultados preliminares en el carcinoma microcítico de pulmón con régimen intensivo de poliquimioterapia (cpa-adm-5 fu- vcr) y radioterapia combinadas., Tratamiento del carcinoma de cérvix avanzado con la asociación de adriamicina y methotrexate., Fluorouracilo, adriamicina y fluorouracilo + adriamicina en el carcinoma gástrico avanzado. Resultados de un estudio randomizado., BCG. postoperatorias tras resección de carcinoma broncogénico, Resultados en el tratamiento de los tumores de cabeza y cuello.

##### Congresos internacionales
En estos congresos se aportan los avances y estudios realizados por los equipos españoles y más concretamente los de los equipos del Hospital General de Asturias.
Los trabajos de mayor relevancia son los siguientes: Chemotherapy in Advanced Gastric Cancer. A Controlled Clinical Study., Cyclophosphamide (C), Methotrexate (M), 5 Fluorouracil (F), Vincristine (V), And Prednisone (P) (Cmfvp) Compared To Cmfvp Induction-C Maintenance And Cmfvp Reinductions In Far Advanced Breast Cancer., Chemotherapy Studies In Non-Small Cell Bronchogenic Carcinoma., Methyl Ccnu (Me), 5-Fluorouracil (F), Adriamycin (A) (Mefa) Versus Me F In Advanced Gastric Cancer., Methyl Ccnu - Fluorouracil - Adriamycin Versus Fluorouracil - Adriamycin In Advanced Gastric Cancer., Chemotherapy Studies In Advanced Gastric Cancer.

## Cursos y seminarios impartidos
La formación de jóvenes médicos y la docencia han sido unas constantes que ha mantenido a lo largo de su vida profesional por lo que ha organizado e impartido los una gran cantidad de seminarios, reuniones científicas y cursos entre los que destacan los siguientes:
Organización de cursos de enfermería oncológica en el Hospital General de Asturias, 1987 y 1988; I, II, III, IV y V Reunión Científica del Grupo Oncológico del Norte (GON)en los años 1997, 1998 (dos) y 1999 (dos); ”Curso Interdisciplinario de Ginecología Oncológica” de la Escuela Europea de Oncología: Ámbito Ibérico. Palacio de Congresos Príncipe Felipe, 12-14 de junio de 2000; VI Reunión Científica del Grupo Oncológico del Norte (GON) en los años 2000 (dos) y 2001; Curso sobre posibilidades terapéuticas de los diferentes tumores. Dr. A.J. Lacave. Cursillo Médico. Universidad de Oviedo, Facultad de Medicina, abril, 1980, Cáncer de origen desconocido, presentada en: II Curso sobre el tratamiento del cáncer. Pamplona, 1983, Quimioterapia y cáncer digestivo Presentada en: IV Curso de cirugía. Oviedo, octubre, 1983, Combinaciones de CDDP en la enfermedad avanzada, presentada en el I Simposium internacional sobre avances del tratamiento quimioterápico en el cáncer gastrointestinal. Madrid, 1988, Indicaciones del tratamiento con citostáticos en los diferentes tipos y situaciones tumorales, presentada en: Cursillo de Enfermería Oncológica. Oviedo, junio, 1988 en el Hospital General de Asturias, Avances en el tratamiento de los tumores digestivos, Presentada en la Mesa redonda sobre "Avances en terapéutica oncológica". Cursos de verano, Universidad de Oviedo 1990. Organizado por la Cátedra de patología quirúrgica de la Facultad de Medicina de Oviedo, Tumores infantiles. Presentada en: Formas curables del cáncer. Cursos de la Granda. La Granda, Gozón, Avilés, Cáncer de esófago y estómago, en el Curso de cáncer para médicos de asistencia primar Hospital Central de Asturias. 9 de abril de 1991, Enfermo terminal, Enfoque terapéutico de los tumores digestivos. Presentado en el Seminario Internacional sobre Oncología Ginecológica. Clínica Universitaria de Navarra Pamplona, noviembre de 1992, Tratamiento adyuvante del cáncer de mama, II Jornadas de actualización en patología mamaria y Curso de extensión universitaria 1994 sobre actualización en oncología mamaria. Oviedo, 21 -22 de abril de 1994. Hospital General de Asturias, Cáncer gástrico: tratamiento citostático Curso de Oncología. Burgos.

## Conferencias impartidas
Durante su vida profesional ha impartido gran cantidad de conferencias y ha sido requerido por muy diversas asociaciones profesionales para desarrollar temas de su especialidad. Se relacionan a continuación las más importantes haciendo la observación de que, además de la oncología, su «pasión dominante» ha sido la ética profesional y personal ante la vida como se verá a continuación:
«Mecanismo de acción de los citostáticos, manipulación y efectos secundarios» y «Quimioterapia en los tumores digestivos» en el Centro Médico de Asturias, «Patología tumoral del aparato digestivo» en el Ateneo Médico Leonés, «La atención de los pacientes terminales: sedación, eutanasia» Colegio Oficial de Médicos de Asturias, «Enfoque multidisciplinario del cáncer epitelial avanzado de ovario» en el Hospital de Cabueñes de Gijón, «Resultado del tratamiento de carcinoma gástrico con quimioterapia - ejemplo metodológico de un ensayo clínico» y «Perspectivas en el tratamiento médico del cáncer» en el Hospital Central de Asturias, «Tratamiento complementario de los tumores digestivos» en el Hospital Álvarez Buylla, Mieres, Asturias, «Tratamiento del cáncer de ovario refractario, recurrente y de mal pronóstico» en el Hospital Juan Canalejo de La Coruña, «Bioterapia del cáncer» en la Sociedad Española de Farmacia Hospitalaria, «Enfoque terapéutico y avances en quimioterapia del carcinoma gástrico» en la Academia Médico-Quirúrgica Asturiana, del Hospital General de Asturias, «La problemática científica y humana del cáncer» en el Club Torla de Oviedo, «Reflexiones sobre la eutanasia» en Asociación Cultural Ática de Oviedo, «Medicina Paliativa: Fronteras. El último tramo de la vida» en la Fundación Alba de Gijón, «Atención integral a los enfermos de cáncer» en el Seminario Metropolitano de Oviedo, «Tratamiento de los Tumores Ginecológicos» en la Residencia Sanitaria Nuestra Señora del Rosario de Riaño, Langreo, Asturias, «La eutanasia no es una muerte digna» en el Colegio Oficial de Médicos de Palencia, «Poliquimioterapia en el cáncer gástrico avanzado» en el Hospital Alejandro Posadas «Nuevos Fármacos» en el Hospital Clínico San Carlos de Madrid, «Interpretación de ensayos clínicos en oncología» en la reunión de Asesores Científicos en Oncología en Santillana del Mar, Cantábria, «Psiconcología» en el Auditorio del Servicio de Salud del Principado de Asturias de Oviedo, «Quimioterapia en el cáncer gástrico avanzado» en el Instituto Ángel H. Roffo, «Poliquimioterapia en el cáncer gástrico avanzado» en el Instituto Guemes, «Cáncer de ovario» en el Congreso sobre progresos en Oncología Médica en Madrid, «Interpretación de ensayos clínicos en Oncología» en Santander, «Quimioterapia neoadyuvante en cáncer de ovario avanzado» en la Universidad de Navarra en Pamplona, «Controversias en el tratamiento adyuvante del cáncer de mama. Recomendaciones prácticas» en el Palacio de Congresos "Príncipe Felipe" de Oviedo.
También le han pedido que dictases diversas conferencias en una gran cantidad de países extranjeros de los que destacan las siguientes: «Tratamiento médico do Cancro Gástrico»" en el Instituto Portugués de Oncología Francisco Gentíl, Porto en Portugal, «Quimioterapia do cáncer gástrico»" en el Hospital das Clínicas, Faculdade de Medicina, Universidad de São Paulo en Brasil, «Quimioterapia do cancer do aparelho digestivo» en la Fundaçao Antonio Prudente, Camargo, «Capecitabine plus gemcitabine in heavely pretreated colorectal cancer. Results of a compassionate program» en Roma, Italia.

## Cursos recibidos
Para su mejor farmación y puesta al día de los distintos avances en la Oncología, ha asistido a gran número de cursos altamente cualificados de los que se pueden destacar los recibidos por las siguientes organizaciones y congresos: La Sociedad Española de Oncología Médica (SEOM), la American Society of Clinical Oncology (ASCO) en Houston 1985, Atlanta 1987, San Francisco 1989, Washington 1990, Houston 1991, San Diego 1992 y Dallas 1994, la European Society of Clinical Oncology en Niza 1982 y 1986, Lugano 1988, Copenhagen1990 y Lyon 1992, dieciséis cursos en congresos europeos sobre cáncer digestivo, de mama, citostáticos, de inmunoterapia, ECCO; catorce cursos de la EORTC, doce de tumores ginecológicos y veintidós más sobre temas variados, todos relacionados con el cáncer así como los del Grupo Oncológico del Noroeste del cual es, como de otros muchos, socio fundador.

## Sociedades y comités científicos a las que pertenece

### Sociedades
Es socio fundador o de número de distintas sociedades oncológicas españolas y europeas como son las siguientes: miembro fundador de «Sociedad Española de Oncología Médica» (SEOM), del «Grupo Oncológico del Noroeste» (G.O.N), de la «Sociedad Española de Bioética», de «American Society of Clinical Oncology» (A.S.C.O.), de «European Organization for Research and Treatment of Cancer» (E.O.R.T.C.), de «European Society of Medical Oncology» (E.S.M.O.), de «European Network of the Neuro-endocrine Tumours» (ENET), de la «Sociedad Española de Tumores Neuroendocrinos», Vocal de la «Sociedad Española de Oncología Médica»(SEOM) y Presidente de la «Fundación para el Desarrollo de la Oncología» (FUNDESO)

### Comités
Forma parte de los Comités de varias asociaciones oncológicas nacionales e internacionales: Third International Congress on Neo-Adjuvant Chemotherapy. 6-9 de febrero de 1991, París; 12th Congress of the European Society of Medical Oncology (Chairman of the session II.4: Gastrointestinal tumors and other neoplasm); Chairman of Panel on Treatment for Advanced Gastric Cancer en el «EORTC Symposium on R.D.T of Gastrointestinal Cancer». 21-23 de abril de 1993, Porto; Miembro del comité para la concesión de premios a los 3 mejores pósteres: a) En el III Congreso Ibero-Americano de Oncología. 18-22 de junio de 1991, Porto. b) En el Second International Conference of Gastrointestinal Malignancies". 9-12 de enero de 1995, Colonia (Alemania); Coordinador de la mesa redonda «Perspectivas en Oncología»; dell Congreso Nacional de la Sociedad Española de Otorrinolaringología. 7-11 de mayo de 1984, Oviedo y miembro de la mesa de tumores digestivos del 2º Congreso Nacional de Oncología Médica. 2-4 de junio de 1988.

### Nombramiento en revistas científicas
Debido a su nivel de cualificación y confianza que las publicaciones científicas le otorgan, ha sido nombrado revisor de trabajos científicos y de investigación por las siguientes: European Journal of Cancer, Annals of Oncology, Oncología, Neoplasia, Revista Clínica Española y Revista Gastric Cancer. Por las mismas razones, ha sido nombrado para formar parte de los comités editoriales científicos de las siguientes revistas de ciencia e investigación oncológica: Oncología, Neoplasia, Eur News Letters, Gastric Cancer, Revista de Oncología, Cancer Chemotherapy Rev y de la Revista del Colegio de Médicos de Asturias que examinan y valoran la calidad de los artículos que reciben a efectos de publicarlos o no.

### Miembro de comisiones científicas de control de calidad
Ha sido Presidente de la Comisión de Tumores del Hospital General de Asturias durante varios años y miembro de la Comisión de Residentes y Enseñanza como representante del Departamento de Medicina, de la Comisión de Tumores del Hospital General de Asturias y del Comité Regional de Tumores del Principado de Asturias.

## Premios recibidos
Entre los numerosos premios y distinciones recibidas destaca el premio concedido por Aula de Paz Camín de Mieres(Escuela asociada a la UNESCO) como reconocimiento al trabajo en la Oncología llamado «Premio Camin de Mieres» en el año 1998 y el segundo premio de Póster en un Simposium Internacional de la EORTC, «Second prize winner for best poster at the EORTC Breast Cancer Working Conference». Ámsterdam, septiembre de 1994.